# 杰米·哈格曼
杰米·哈格曼（英語：Jamie Hagerman，1981年5月7日—），美国女子冰球运动员，场上位置是后卫。她曾代表美国国家队参加2006年冬季奥林匹克运动会冰球比赛，获得一枚铜牌。